# João Paulo Bezerra de Seixas
João Paulo Bezerra de Seixas, primer y único Barón de Itaguaí, (Reino de Portugal, 27 de mayo de 1756 - Río de Janeiro, 16 de mayo de 1839) fue un magistrado y diplomático portugués que ejerció las funciones de ministro de los Negocios del Reino de Portugal entre el 23 de junio y el 29 de noviembre de 1817 cuando la corte se encontraba instalada en Río de Janeiro.